# Morphinae
Sous-famille
La sous-famille des Morphinae regroupe des lépidoptères (papillons) de la famille des Nymphalidae.

## Dénomination
Cette sous-famille a été décrite par l'entomologiste britannique Edward Newman en 1834.

## Taxinomie
Liste des tribus et genres

### Tribu desAmathusiini
- Amathusia Fabricius, 1807.
- Amathuxidia Staudinger, 1887.
- Aemona Hewitson, 1868.
- Discophora Boisduval, 1836.
- Enispe Doubleday, 1848.
- Faunis Hübner, 1819.
- Hyantis Hewitson, 1862.
- Melanocyma Westwood, 1858.
- Morphopsis Oberthür, 1880.
- Stichophthalma C. et R. Felder, 1862.
- Taenaris Hübner, 1819.
- Thaumantis Hübner, 1826.
- Thauria Moore, 1894.
- Xanthotaenia Westwood, 1858.
- Zeuxidia Hübner, 1826.

### Tribu desBrassolini
Elle se décompose en 3 sous-tribus :
- Sous-tribu Biina
  - Bia Hübner, [1819]
- Sous-tribu Brassolina
  - Blepolenis Röber, 1906
  - Brassolis Fabricius, 1807
  - Caligo Hübner, [1819] Owls
  - Caligopsis Seydel, 1924
  - Catoblepia Stichel, 1902
  - Dasyophthalma Westwood, [1851]
  - Dynastor Doubleday, [1849]
  - Eryphanis Boisduval, 1870
  - Mielkella Casagrande, 1982
  - Mimoblepia Casagrande, 1982
  - Opoptera Aurivillius, 1882
  - Opsiphanes Doubleday, [1849]
  - Orobrassolis Casagrande, 1982
  - Penetes Doubleday, [1849]
  - Selenophanes Staudinger, [1887]
- Sous-tribu Naropina
  - Aponarope  Casagrande, 1982
  - Narope Doubleday, [1849]

### Tribu desMorphini
Elle se décompose en 2 sous-tribus :
- Sous-tribu Antirrheina

Antirrhea Hübner, 1822.
Caerois Hübner, 1819.
- Sous-tribu  Morphina

Morpho Fabricius, 1807.

### Source
- (en) funet
- Lamas, G., 2004: Atlas of Neotropical Lepidoptera; Checklist: Part 4A; Hesperioidea-Papilionoidea.